# Parti social français

Logo der PSF

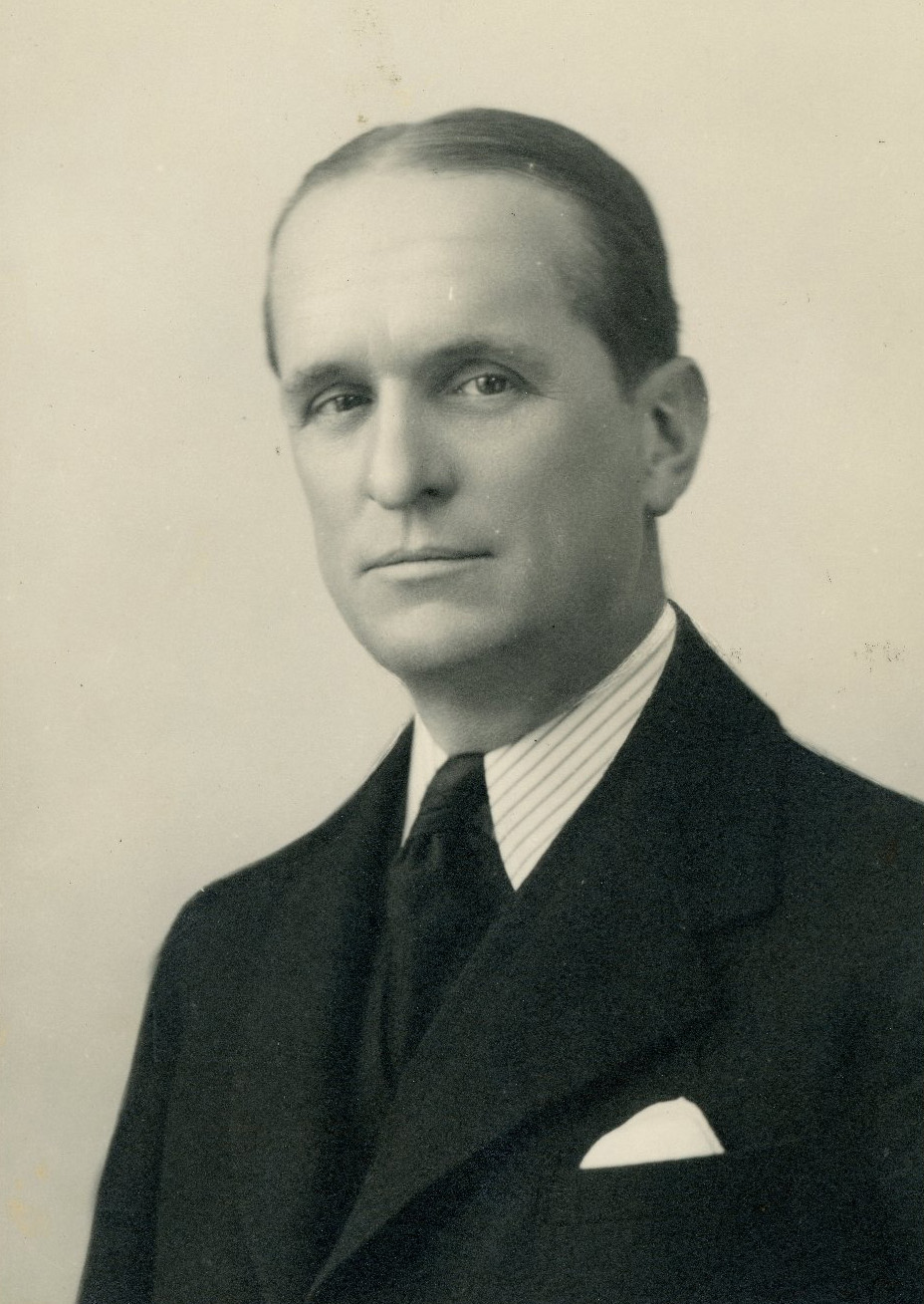
La Rocque (Fotografie Boissonnas)

Die Parti social français (Französische soziale Partei, PSF) war eine rechtskonservative französische politische Partei der Dritten Republik mit nationalistischen Tendenzen, die am 6. Juli 1936 nach der Auflösung des Croix-de-Feu von ihrem Führer, Oberst François de La Rocque, gegründet wurde. Die Partei ging Ende 1941 unter.
Obwohl die PSF keine direkt gewählten Vertreter besaß, war sie die erste Massenpartei der französischen Rechten und eine der mitgliederstärksten Bewegungen in der Geschichte der politischen Parteien Frankreichs. Sie vertrat eine christliche, konservative und patriotische Ideologie und gründete auch Selbsthilfeorganisationen mit sozialen Zielen.

## Geschichte
Nach den Verbotsmaßnahmen des Gesetzes vom 10. Januar 1936 über die Kampfgruppen und privaten Milizen, das von Innenminister Roger Salengro als Reaktion auf die Unruhen vom 6. Februar 1934 durchgesetzt wurde, wurden sowohl Croix-de-Feu als auch Mouvement social français (das eigentlich als Nachfolgeorganisation gedacht war) trotz eines Aufschubs durch den Staatsrat am 18. Juni 1936 unter der Volksfrontregierung durch Dekret aufgelöst.
Das Croix-de-Feu war von diesem Gesetz trotz ihres Republikanismus betroffen, der im Gegensatz zu den meisten reaktionären oder faschistischen Ligen der extremen Rechten stand, deren Aktivismus und systematische Opposition gegen den Republikanismus La Rocque verurteilte. Die Fähigkeit der Bewegung, große und organisierte Menschenmengen zu mobilisieren, und ihr soziales Aktionsprogramm, das dem der Volksfront sehr ähnlich war, konnten viele Aktivisten aus der Arbeiterklasse anziehen. Neben dieser politischen Gefahr war es jedoch die Organisationsform, die den Regierenden Sorgen bereitete. Aus der Asche von Croix-de-Feu und Mouvement social français entstand die Parti social français. Diese hielt ihre Gründungsversammlung am 12. Juli 1936 in der Salle Wagram ab, an der u. a. Jean Mermoz und Jean Ybarnégaray teilnahmen.
Die PSF verzeichnete 1937 bereits 800.000 Mitglieder; 1939 waren es 1,2 Millionen. Die PSF stellte damit die sozialistischen und kommunistischen Parteien deutlich in den Schatten (diese lagen 1936 jeweils bei ungefähr einer Viertel Million Mitglieder). Die PSF erreichte 1938–1939 bei den Kommunalwahlen (die letzten fanden 1935 statt und waren für die Linke günstig verlaufen) 15 % der Stimmen. Diese Aussicht hätte ihr, dem Historiker Jacques Nobécourt zufolge, bei den nächsten Parlamentswahlen (die wegen des Krieges nicht stattfanden) dank des Verhältniswahlrechts etwa 100 Abgeordnete eingebracht. Im Jahr 1939 kandidierten 11 Abgeordnete für die PSF sowie fast 3.000 Bürgermeister, 541 Generalräte und Tausende von Gemeinderäten.
Die PSF war grundsätzlich als nicht-antisemitische Partei ausgerichtet: „Der Oberst de La Rocque erklärt sich unmissverständlich als Gegner des Antisemitismus und es gelingt ihm im Wesentlichen, seine Partei auf seine Linie zu bringen, mit Ausnahme der Sektionen Algerien und Elsass-Lothringen.“ Antisemitische Aktivisten versuchte er, zum Austritt zu bewegen.
Sie vertrat die von La Rocque in seinem Traktat „Service Public“ ausgearbeiteten politischen Ziele, darunter den sozialkatholischen Korporatismus, die Einführung eines Mindestlohns und bezahlten Urlaubs, das Frauenwahlrecht und die Reform des parlamentarischen Verfahrens. Das Parteiprogramm entwickelte diese Themen weiter, indem es für die „Vereinigung von Kapital und Arbeit“ eintrat, eine traditionelle Plattitüde des französischen Konservatismus, und für die Reform der politischen Institutionen Frankreichs nach dem Vorbild des Präsidenten, um die Stabilität und Autorität des Staates zu stärken.
1937 erwarb die Partei die Tageszeitung Le Petit Journal, die zu dieser Zeit eine Auflage von nahezu 200.000 Exemplaren erreichte und damit zu den reichweitenstärksten französischen Publikationen gehörte.

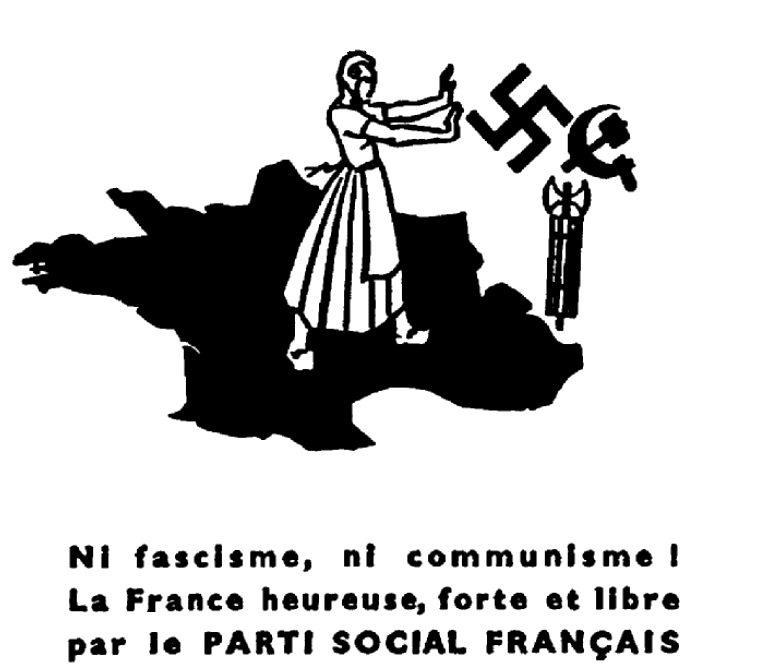
Weder Faschismus noch Kommunismus (PSF)

Der stärkste Konkurrent im rechtsextremen Spektrum für die PSF war Jacques Doriots Parti populaire français (Französische Volkspartei, PPF). Doriot gründete die Freiheitsfront als Sammelbewegung der antikommunistischen Bewegungen. Die PSF trat dieser nicht bei. La Rocque begründete dies mit der Sorge, eine solche Bewegung würde Gegenmaßnahmen der Volksfront herausfordern. Allerdings vermutet der Historiker Robert Soucy, dass La Rocque Angst hatte, die ideologische Nähe der Parteien würde der PSF eher schaden. Ebenso grenzte sich die PSF von der sehr gewalttätigen Cagoule ab; auch, um einem Verbot der Partei zu entgehen.
Ende der 1930er Jahre kam es zu einer Annäherung zwischen der Radikalen Partei und der PSF. Die PSF stimmte im April 1938 für die Nominierung von Édouard Daladier und unterstützte ihn mehr oder weniger bis zum Ende.
Pierre de Léotard, ein PSF-Funktionär und späterer Abgeordneter, berichtete über seine vertraulichen Kontakte zu den kommunistenfeindlichen Radikalen und sprach von „gemeinsamen Aktivitäten der PSF und der Radikalen“. Auch die SFIO-Zeitung Le Populaire schrieb, dass „der Block PSF-Radikale eine alltägliche Realität des politischen Lebens wird“.

## Organisation
Unter der Leitung ihres Präsidenten, Oberst François de La Rocque, der von einem Exekutivausschuss, einer ständigen Verwaltungskommission und einem politischen Büro unter der Leitung von Edmond Barrachin unterstützt wurde, deckte die PSF das gesamte französische Staatsgebiet mit Ortsgruppen ab, die in Départements- und Regionalverbänden zusammengeschlossen waren.
Die PSF verfügte über zwei wichtige Presseorgane:
- die interne Zeitung Le Flambeau,
- die Tageszeitung Le Petit Journal sowie
- einige regionale Zeitschriften von unterschiedlicher Bedeutung.

In der Abgeordnetenkammer war die Partei ab Dezember 1936 mit einer Fraktion mit bis zu 11 Abgeordneten (1939) vertreten, die an die Stelle einer kurzlebigen interfraktionellen Gruppe von konservativen Parlamentariern trat, die mit der Bewegung sympathisierten.
Die PSF gründete auch eine Frauen- und eine Sozialsektion, die sich vor allem mit den Sozialwerken der Partei befassten.

## Sozialwerke
Wie alle Massenparteien der 1930er Jahre und entsprechend ihrem Namen, ihrer Ideologie, die teilweise vom sozialen Christentum inspiriert war, und ihrer Parole „la sociale au premier lieu“ (das Soziale zuerst) verfügte die PSF über eine Vielzahl von Organisationen mit sozialen Zielen: Suppenküchen, Volksbildung, Jean Mermoz Aero-Clubs (1937), Ferienkolonien, Sportvorbereitungs- und Erziehungsgesellschaften (SPES), Arbeiter- und Handelspropaganda (POC), Universitätszentren für Studenten usw. Die sozialen Aktivitäten der PSF ermöglichen es ihr, in die Gesellschaft hineinzuwirken, in Konkurrenz zu den linken Parteien soziale Gruppen aus der Arbeiterklasse anzuziehen und im Rahmen einer Partei, die sich als große Familie von Männern, Frauen und Kindern präsentiert, kämpferische Energien zu mobilisieren.

## Zweiter Weltkrieg
Die Niederlage von 1940 ließ der PSF keine Zeit, ihre Stärke in Wahlergebnisse umzusetzen. Nach dem Ende der politischen Parteien wurde sie in Progrès social français umbenannt und überlebte dank ihres Netzwerks sozialer und zivilgesellschaftlicher Organisationen und den persönlichen Bindungen zwischen ihren Mitgliedern. Obwohl das Motto der PSF „Arbeit, Familie, Vaterland“ von Vichy übernommen wurde, unterstützte die Partei das Regime aufgrund dessen antisemitischen und defätistischen Charakters nicht.
Vichy versuchte immer wieder, die zahlreichen Aktivisten der PSF zurückzugewinnen, indem es insbesondere ihren Führern einige Posten anbot (François de La Rocque im symbolischen und ineffizienten Conseil national (Vichy), Charles Vallin in verschiedenen Ausschüssen, Jean Borotra als Generalkommissar für Erziehung und Sport usw.). La Rocque lehnte jedoch stets jede Unterstützung des Vichy-Regimes durch die PSF ab, insbesondere eine Fusion mit der Légion française des combattants (Französische Legion der Kämpfer). Wie in jeder politischen Partei (von den Trotzkisten bis zur Cagoule) reichte auch das Spektrum der PSF-Mitglieder vom Widerstand bis zur Kollaboration.
Die allgemeine Haltung der PSF lässt sich so zusammenfassen:
- Persönliche Loyalität zu Marschall Pétain.
- Kritische Unterstützung der Révolution Nationale. So war Jean Ybarnégaray zu Beginn der Vichy-Regierung Minister (er war bereits seit dem 10. Mai 1940 Minister in der Regierung Paul Reynaud).
- Ablehnung des Antisemitismus (deutsche Polizeiberichte und Antisemiten wie Louis-Ferdinand Céline (in seinem Werk L’École des cadavres) berichten immer wieder von jüdischen Freundschaften und Einflüssen in der PSF).
- Ablehnung der Kollaboration (im Sinne Maxime Weygands): Der Waffenstillstand vom 22. Juni 1940 sollte der Stärkung Frankreichs dienen, was zu geheimen Widerstandsaktionen parallel zur kritischen Unterstützung von Vichy führte. François de La Rocque verbot den PSF-Mitgliedern den Eintritt in den Service d’ordre légionnaire[A 2] (Legionärsordnungsdienst), in die Miliz oder in die Légion des volontaires français contre le bolchévisme (Legion der französischen Freiwilligen gegen den Bolschewismus).
- Die Weigerung, General de Gaulle in eine dissidentische Position zu folgen.

Die PSF wurde in der besetzten Zone verboten, da die Deutschen ihr vorwarfen, nicht prodeutsch und antisemitisch genug zu sein. François de La Rocque erhielt jedoch einen bescheidenen Posten als Beauftragter im Kabinett Pétain, während Félix Olivier-Martin 1943 Generalsekretär für Jugend und Paul Creyssel Generalsekretär für Propaganda wurden. Ende 1941 existierte die PSF als solche auf der politischen Bühne des besetzten Frankreichs nicht mehr.
François de La Rocque nutzte die PSF als Widerstandsnetzwerk zur Informationsbeschaffung (Klan-Netzwerk), das mit dem britischen Intelligence Service verbunden war. 1943 wurde der PSF-Stab von der Gestapo unter der Leitung des SS-Hauptmanns Hugo Geissler einer Razzia unterzogen, bei der 152 Personen verhaftet wurden. Ein Teil des Führungspersonals wurde inhaftiert oder deportiert: La Rocque kehrte sehr krank zurück, Noël Ottavi (Vizepräsident) starb in der Deportation.
Neben dem sehr geheimen Klan-Netzwerk (das nur einigen PSF-Führern bekannt war) schlossen sich zahlreiche Mitglieder und Funktionäre der PSF der Résistance an:
- Das innerfranzösische Widerstandsnetzwerk Ceux de la Libération bestand zu einem großen Teil aus PSF-Mitgliedern.
- Das Netzwerk Défense de la France[22] soll ebenfalls von Mitgliedern der PSF-Bewegung gegründet worden sein.
- Auch das Netzwerk Combat von Henri Frenay rekrutierte bei seiner Gründung PSF-Mitglieder.
- Mitglieder der PSF schlossen sich dem rechten Widerstand an (General Audibert[23] wurde Chef der Armée secrète in Westfrankreich).
- Andere dienten als rechte Gewährsleute im kommunistischen Widerstand (Jacques Bounin[24] und Henri Choisnel[25] waren Mitglieder der Führungsgremien des Front National).
- Einige schlossen sich dem Freien Frankreich an, wie Charles Vallin[26], Edmond Barrachin und General Dupérier[27].

Trotz der Position von François de La Rocque (im Allgemeinen weder Kollaboration noch Gaullismus) erlebte die PSF während der Besatzungszeit eine echte gaullistische Wende. Dies geht aus den Berichten der Präfekten und der deutschen Behörden hervor. Der sozialistische Widerstandskämpfer Pierre Brossolette, der 1942 mit der Vereinigung der Résistance beauftragt wurde, erwähnt dies in seinem Bericht an General de Gaulle über den Zustand Frankreichs. Brossolette hoffte zu diesem Zeitpunkt sogar auf eine Einigung zwischen den Gewerkschaften, den Sozialisten und der PSF unter gaullistischer Schirmherrschaft, wobei er vier Persönlichkeiten nannte: André Philip, Pierre Brossolette, Charles Vallin, Louis Vallon, ein Vorgeschmack auf den späteren Linksgaullismus.

## Vermächtnis
Nach der Befreiung versuchte François de La Rocque mit wenig Erfolg, die PSF unter dem Namen Parti républicain et social de la réconciliation française (Republikanische und soziale Partei der französischen Versöhnung, PRSRF) wiederzubeleben. Die PRSRF beteiligte sich am Rassemblement des gauches républicaines, bevor sie endgültig verschwand. Ihre Mitglieder finden sich in der Bewegung der Unabhängigen wieder (Centre national des indépendants et paysans usw.).
Das eigentliche ideelle Erbe der PSF findet sich jedoch in der Volks- und Sozialrechten der Vierten Republik, d. h. im Mouvement républicain populaire (wegen seiner katholisch-sozialen Seite) und noch deutlicher im Gaullismus der Rassemblement du peuple français (wegen der Suche nach einem starken und stabilen, aber demokratischen Regime und einem dritten sozialen Weg).
Obwohl die PSF weitgehende Überschneidungen mit offen rechtsradikalen Gruppen (wie denen Doriots) aufwies, bewahrte sie sich eine gewisse Ablehnung von Antisemitismus und Faschismus. In der Praxis war die PSF aber, so die Historiker Brian Jenkins und Chris Millington, „expliziter in ihrem Antisemitismus und ihrer Fremdenfeindlichkeit als es die Croix-de-Feu gewesen waren.“
Die PSF gilt als große Unbekannte in der französischen Politik, da ihr Aufstieg bei den Wahlen durch die Niederlage von 1940 unterbrochen wurde. Sie war jedoch ein wichtiger Schritt zwischen den rechten Parteien der Dritten Republik (Kader- und Honoratiorenparteien, die oft aus den Parlamentsfraktionen hervorgingen) und den Parteien nach 1945 (Massen- und Volksparteien mit Aktivisten). Die Vorgeschichte des Croix-de-Feu lässt den Verdacht auf die PSF fallen, die von ihren Gegnern lange Zeit als „faschistisch“ bezeichnet wurde. Die Geschichte der politischen Bewegung von François de La Rocque von den Croix-de-Feu bis zur PSF ist jedoch die Geschichte einer allmählichen Verschiebung von der extremen Rechten zu einer harten republikanischen Rechten, im Gegensatz zur Bewegung der faschistischen Parti Populaire Français (PPF). Tatsächlich war die extreme Rechte (insbesondere Action française und PPF) immer gegen die PSF. Die PSF weigerte sich ihrerseits, sich an der 1937 von der PPF gegründeten Freiheitsfront zu beteiligen. Dies wird von einigen Historikern so gesehen, die der Meinung sind, dass der enorme Erfolg der PSF von François de La Rocque, der immer an der Legalität festhielt (insbesondere bei der Vereitelung des Putsches vom 6. Februar 1934), die französische Mittelschicht davor bewahrte, in den Faschismus zu fallen, zugunsten des Projekts einer präsidialen Republik, das eher den Gaullismus vorwegnimmt.
Der erste Historiker, der dieses Thema aufgriff, war René Rémond, der 1952 schrieb: „Weit davon entfernt, eine französische Form des Faschismus vor der Volksfront dargestellt zu haben, trug François de La Rocque dazu bei, Frankreich vor dem Faschismus zu bewahren.“ Jacques Nobécourt, der Biograph La Rocques, fügt hinzu: „La Rocque hat Frankreich vor dem Abenteuer des Totalitarismus in der Vorkriegszeit bewahrt. Und während der Vichy-Jahre war er der Inbegriff des Pétainisten und Widerstandskämpfers“.
Im Gegensatz zu dieser von den meisten anderen geteilten Ansicht stellt der amerikanische Historiker Robert Soucy die PSF in eine Reihe mit „Mussolinis Squadristes und Hitlers SA“. Michel Winock hat dieser These widersprochen.

## Bekannte Personen (Auswahl)
Exekutivkomitee
- François de La Rocque, Gründer und Präsident, 1943 von der Gestapo verhaftet und nach Deutschland deportiert;
- Jean Mermoz, Vizepräsident;
- Noël Ottavi, Vizepräsident, 1943 von der Gestapo verhaftet, 1945 bei der Deportation nach Neuengamme gestorben;
- Edmond Barrachin, später Parlamentarier in der 4. und 5. Republik;
- Charles Vallin, Abgeordneter;
- Jean Ybarnégaray, Staatsminister, zunächst Vichy-Unterstützer, später deportiert;

Sonstige
- Louis-Alexandre Audibert, Widerstandskämpfer, Leiter der Armée secrète für Westfrankreich (1943), deportiert;
- Jacques Bounin, Résistancekämpfer;
- Joseph Canteloube, später Vichy-Anhänger;
- Paul Creyssel, Abgeordneter, später Vichy-Mitarbeiter;
- Bernard Dupérier, später gaullistischer Abgeordneter;
- Claude Delvincourt, Résistance-Kämpfer;
- Pierre de Léotard, später Abgeordneter;
- Paul Touvier, Kollaborateur, später zum Tode verurteilt (das Urteil wurde nicht vollstreckt).

Eine ausführliche Liste findet sich in der französischen Sprachversion.